# Caniçado
Caniçado, ook bekend als Guijá, is de hoofdplaats van het Guijá District, gelegen in de provincie Gaza in Mozambique. Caniçado is gelegen op de linkeroever van de Limpopo, tegenover de stad Chókwè. Beide plaatsen zijn verbonden door middel van een brug.